# Maria Mayol i Colom
Maria Mayol i Colom (Sóller, 15 d'octubre de 1883 - Cala Major, Palma, 3 de desembre de 1959) va ser una escriptora, pedagoga, política i activista cultural mallorquina d'ideologia republicana i mallorquinista.

## Vida
Resident a França durant la seva infantesa, estudià a la Universitat de Bordeus, on es llicencià en lletres, en l'especialitat de llengua i literatura franceses. En tornar a Sóller, en esclatar la Primera Guerra Mundial, obtengué el títol de perit mercantil a l'Escola Professional de Comerç de Palma, mentre entrava en contacte amb la intel·lectualitat illenca i amb el grup de poetes de l'Escola Mallorquina, entre els quals Maria Antònia Salvà.

## Acció social i política
El 1921 va ser decisiva en la formació de la secció local de la Joventut Mallorquinista a Sóller, i també va ser membre destacada de l'Associació per la Cultura de Mallorca, creada el 1923: La secció femenina d'aquesta associació, en la qual treballava amb Catalina Rotger, es transformà el 1926 en el Foment de Cultura de la Dona de Sóller, de la qual fou fundadora i presidenta (1926-34); creà així un espai des d'on promogué activitats culturals diverses –cursos, biblioteca, conferències o exposicions– i iniciatives concretes amb l'objecte de facilitar l'accés de la dona a la cultura i la formació, i promoure la seva integració al món laboral.
“En la nostra Sóller –gràcies a Déu– sempre s'ha vist en les famílies un ver interès per educar i instruir els seus infants. Malgrat això, notam que dins el jovent hi ha prou jovenetes que per causes anòmales es troben avui dedicades a art o ofici sense haver sortit de l'analfabetisme. Perquè analfabeta és tota persona incapaç d'escriure correctament el que pensa i de tenir una idea elemental dels principals coneixements humans, i en trobaríem moltes qui manquen d'aquest recurs”. Maria Mayol “Des del Foment de Cultura de la Dona”, Sóller, 30/10/1926
El 1931 participà, com a representant del Foment de la Cultura de la Dona, en l'assemblea d'ajuntaments i entitats que aprovà l'Avantprojecte d'Estatut d'Autonomia de les Illes Balears de 1931.
D'ideologia catòlica progressista, des del començament de la Segona República adoptà posicions d'esquerres. Militant d'Acció Republicana de Mallorca i, posteriorment, d'Esquerra Republicana Balear, fou candidata a diputada per la coalició republicano-socialista a les eleccions de novembre de 1933, esdevenint així la primera dona balear que es presentava a unes eleccions -i en aquelles, l'única dona. Membre del Comitè de Relacions entre Catalunya i Mallorca (1933), el 1936 signà la Resposta als catalans.
Guanyà una plaça de professora municipal de llengua francesa a Sóller i després va ensenyar als instituts de Felanitx i de Vilanova i la Geltrú. L'aixecament militar de juliol de 1936 la sorprengué a Madrid. Després de la guerra s'exilià a França. Devers mitjan decenni dels quaranta tornà a Mallorca i es retirà totalment de la vida pública.

## Activitat literària
Publicà poemes i d'altres col·laboracions literàries i polítiques a revistes, com L'Almanac de les lletres, Majòrica, Felanitx, Gema, La Nostra Terra i Sóller, al llarg d'un període que comença el 1918, data de les primeres publicacions de poesia original al setmanari Sóller, i es tanca el 1958. És autora de l'obra de teatre Margalideta de Sortdeviu, estrenada el 1931 al Teatre Victòria de Sóller. El 1992 fou nomenada filla il·lustre de Sóller.

## Reconeixement i memòria
Sengles carrers de Palma i de Sóller porten el seu nom.